# Волконская, Софья Григорьевна
Светлейшая княгиня Софья Григорьевна Волконская (21 августа 1785 — 26 марта 1868) — статс-дама, кавалерственная дама; сестра декабриста С. Г. Волконского и малороссийского наместника Н. Г. Волконского. Знакомая А. С. Пушкина, который снимал квартиру в принадлежавшем ей доме на набережной Мойки.

## Биография
Дочь оренбургского генерал-губернатора князя Григория Семёновича Волконского и Александры Николаевны, дочери и наследницы фельдмаршала Н. В. Репнина. Родилась 21 и крещена 26 августа 1785 года в церкви Святой великомученицы Екатерины в Екатерингофе, восприемниками были князь А. Б. Куракин и бабушка новорожденной, княгиня Н. А. Репнина.
Получила хорошее домашнее воспитание под руководством матери, женщины с твердым и властным характером, занимавшей видное положение при дворе. Князь Г. С. Волконский обожал свою единственную дочь. Софья Григорьевна внешне была очень на него похожа: «Все сознают, что ваше прекрасное лицо подобно моему изношенному, — писал он ей и звал её «душевным другом» и «ангелом своим».

## Замужество
Будучи фрейлиной  двора, вышла замуж по любви за гвардейского офицера князя Пётра Михайловича Волконского, которому покровительствовал Александр I. Венчание их было 5 октября 1802 года в Придворной церкви Зимнего дворца. Живя в Петербурге, супруги были близкими людьми в интимном кружке императорской четы. В первые годы брака Волконские были неразлучны. Софья Григорьевна сопровождала мужа в заграничном походе русской армии в 1813—1814 годах. В Париже она познакомилась и подружилась с королевой Гортензией и её лектрисой, госпожой Кошеле, с которой позднее состояла в политической переписке, вызвавшей подозрения наполеоновской полиции.

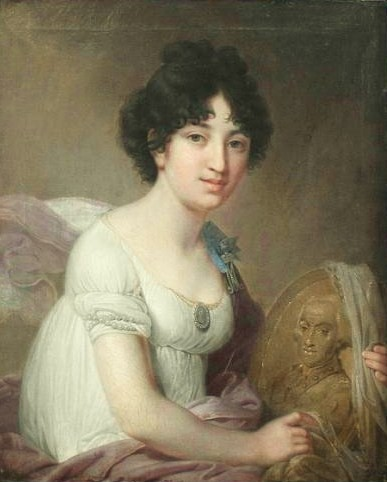
Фрейлина Софья Волконская на портрете В. Боровиковского (1801)

30 августа 1814 года Софья Григорьевна была пожалована в кавалерственные дамы меньшого креста. Она пользовалась неизменным расположением обеих императриц и находилась в Таганроге при последних днях Александра I, поручившего перед смертью свою супругу чете Волконских. Сопровождала императрицу Елизавету Алексеевну при её возвращении из Таганрога, присутствовала при её кончине в Белёве, сопровождала тело в Санкт-Петербург.

В письмах Софьи Григорьевны из Таганрога к Марии Фёдоровне содержится много исторических сведений о событиях, последовавших за кончиной Александра I. В них она высказывала желание удалиться из света и жить уединённо, занявшись приведением в порядок запутанного состояния. В обществе княгиня Волконская была известна независимостью характера и эксцентричностью. Её приятельница леди Дисборо в 1825 году писала своим родным в Англию из Петербурга:
Княгиня Софья Григорьевна решила быть совершенно независимой, имеет свои собственные идеи, ездит всего одной парой лошадей, осмеливается разгуливать повсюду без прислуги, отказывается появляться при дворе; короче, она считается весьма странной. Она очень предупредительна к иностранцам, особенно к англичанам, исключительно дружелюбна к нам и не слишком пылает к своим соотечественникам. Княжна Алина, её дочь, по слухам — одна из самых милых девушек; хорошо воспитана и образована, хотя иногда, подобно матери, подвержена чудаковатостям.
События 14 декабря 1825 года, после которых в Сибирь был сослан любимый брат Софьи Григорьевны, были тяжелым испытанием для неё. Родные боялись, что она лишится рассудка и в своем горе пойдет на чрезвычайные шаги. Она сочувствовала брату, и не могла простить императору Николаю I его строгости по отношению к декабристам. Летом 1827 года княгиня Волконская с дочерью уехала за границу. Император предоставил им фрегат, который увез их в Копенгаген, оттуда Волконские переехали в курортный город Бад-Эмс на западе Германии.

С этого времени Софья Григорьевна большую часть жизни проводила за границей. В 1830-х годах она жила в Италии у своей невестки княгини З. Волконской. Одна, без горничной, Софья Григорьевна путешествовала по Европе и даже будучи назначенной в апреле 1832 года статс-дамой она редко показывалась в Петербурге. В один из её приездов Долли Фикельмон, записала в своём дневнике:
Княгиня Софья Волконская приехала из Италии повидаться с родными. Не знаю, осознала ли она все заблуждения своей жизни, но, по крайней мере, держится с предупредительностью и учтивостью, за что ей охотно извиняешь её несколько сумасшедший вид.

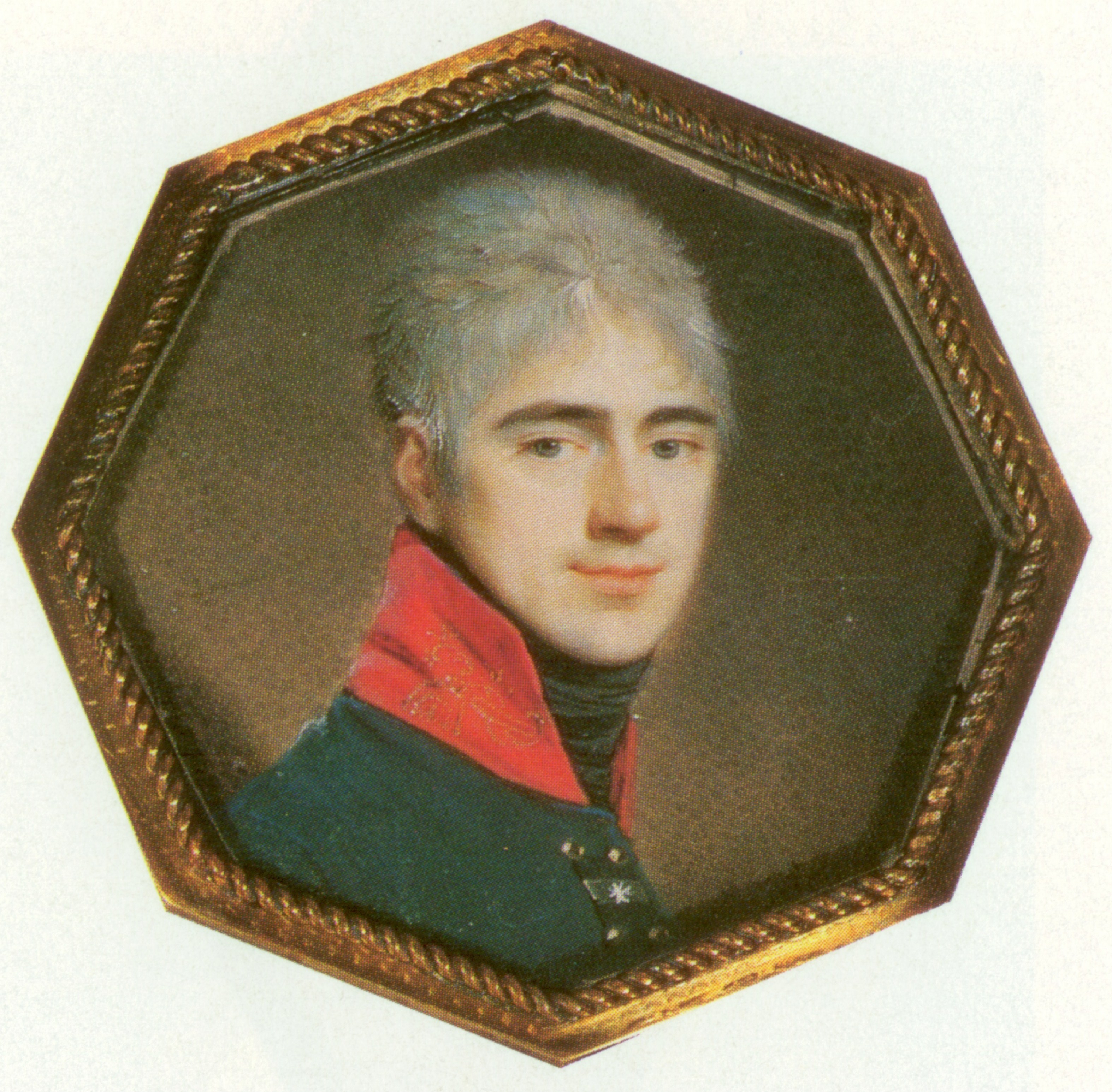
Пётр Михайлович Волконский

По воспоминаниям графа Бутурлина, княгиня Волконская была достойнейшей женщиной, но оригиналкой в своих житейских привычках. Обладая огромным состоянием, она отличалась бережливостью. Останавливалась она в самых дешёвых гостиницах и одевалась очень бедно. Носила всегда черное шелковое платье, по мере того как рукава изнашивались, она заменяла их новыми, отличавшимися от остальной части платья цветом.
В начале 1837 года, отправившись из Парижа в Лондон по случаю коронации королевы Виктории, Софья Григорьевна захватила с собой свои бриллианты на случай, если бы пришлось ей представляться ко двору. Проездом из Дувра в Лондон она открыла свой ручной мешок, куда сложила бриллианты, её попутчики, увидев столь несообразные с её убогой наружностью драгоценности, приняли её за сомнительную личность. По прибытии в Лондон она была арестована. Софья Григорьевна была вынуждена обратиться за помощью к русскому посланнику, который приехал спасать жену министра российского двора.

## Последние годы

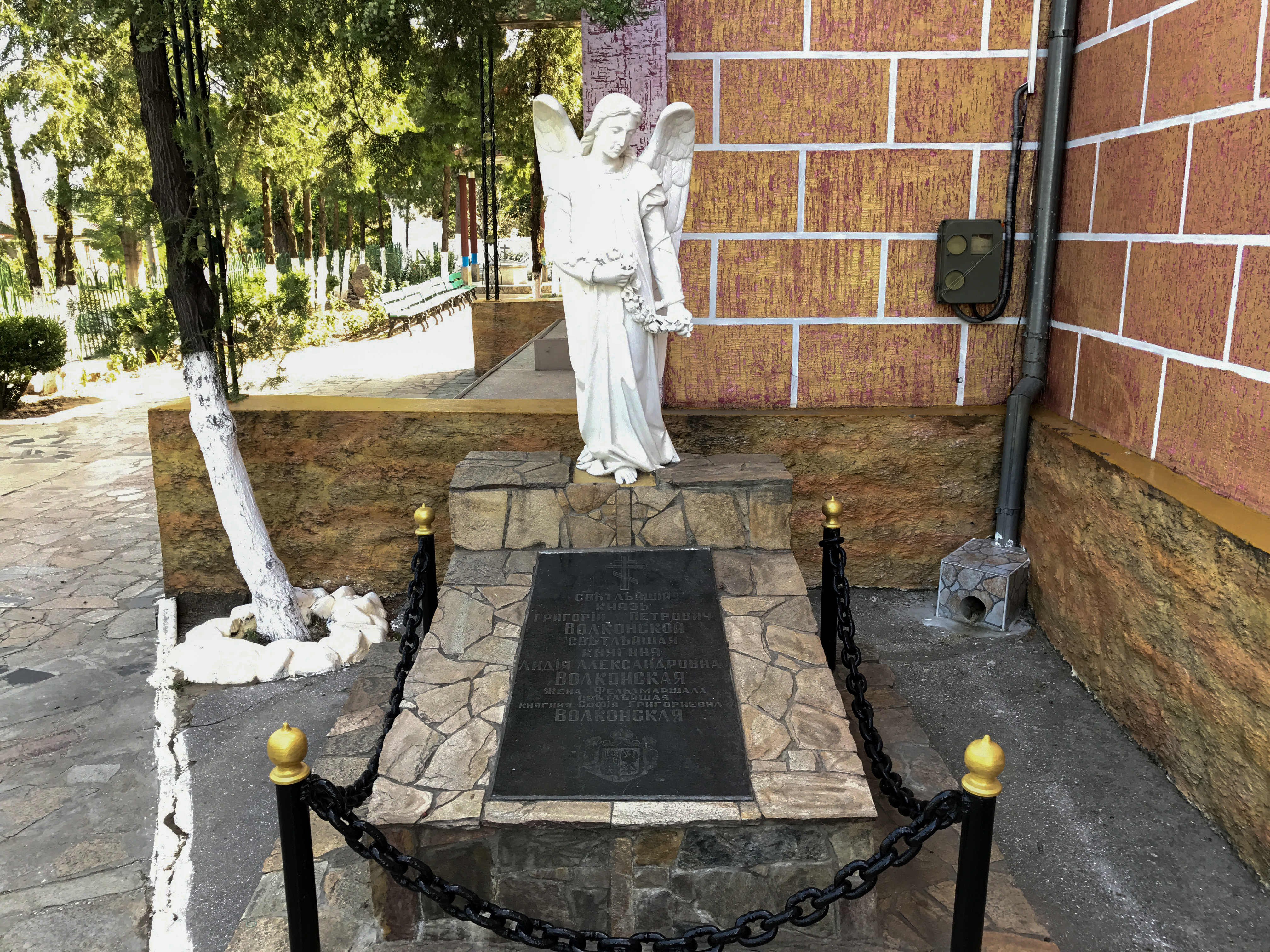
Могила княгини С. Г. Волконской, её сына Григория и второй невестки (урожд. Ваксель)

В пожилом возрасте княгиня Волконская стала отличаться известной скупостью. Рассказывали, что находясь в гостях, она прятала в карманы сахар и сухари, и однажды подобрала на улице полено и принесла его домой, чтобы затопить печку. Из экономии не держала горничной, обходясь услугами старого лакея. Однако, она всегда помогала бедным и щедро одаривала истинно нуждающихся. Она была одним из первых членов Женского патриотического общества. В 1848 году Софья Григорьевна предприняла путешествие на Восток, сначала морем в Александрию, а потом в Каир, и с караваном через пустыню к Святым местам. В 1852 году она овдовела.
Будучи легка на подъем до старости, она в 1854 году, несмотря на преклонные годы, совершила поездку в Иркутск для свидания с братом. Причём эта поездка, несмотря на высокое положение княгини в обществе, была обставлена особыми требованиями и распоряжениями. В частности она дала подписку в том, что не будет ни с кем вступать в переписку и не примет ни от кого писем. Даже после освобождения Сергея Волконского ходатайство о его приезде в Петербург для свидания с сестрой было отклонено: «так как вдова фельдмаршала кн. Волконская в 1854 г. для свидания с братом совершила поездку в Иркутск, то теперь она найдет полную возможность отправиться туда, где будет находиться её брат, и здоровье её этому, вероятно, не воспрепятствует.»
Однако, вскоре княгиня опасно заболела, лишь тогда брату было разрешено на несколько дней приехать, навестить её. Едва оправившись от болезни, Софья Григорьевна уехала в Европу и более в Россию не возвращалась, скончалась в Женеве в 1868 году от воспаления в груди. Её тело было перевезено в Россию и похоронено у северной стены церкви Георгия Победоносца в Аккермане. В 1882 году рядом с нею был похоронен и её сын, Григорий. Свой значительный капитал княгиня Волконская завещала не сыну, а внукам.

## Семья
В браке имела детей:
- Николай Петрович (28.04.1803[9]—1803), крещен в Казанском соборе при восприемстве Н. Г. Репнина.

- Александра Петровна (07.06.1804—01.07.1859), фрейлина, статс-дама, с 1831 года была замужем за гофмейстером Павлом Дмитриевичем Дурново (1804—1864). По отзывам современников, была «женщина в высшей степени умная и образованная», с нею были дружны Гоголь, Жуковский, Вяземский и А. И. Тургенев.

- Дмитрий Петрович (03.10.1805[10]—1859), крещен 4 октября 1805 года в Пантелеимоновской церкви при восприемстве И. В. Тутолмина, в крещении получил имя Николай. Предводитель дворянства Петербургской губернии (1845?); вице-президент Кабинета Его Императорского Величиества (с 1851), гофмейстер (1856) попечитель Санкт-петербургских богаделен, церемониймейстер. Был женат на Марии Петровне Кикиной (1816—1856), дочери Петра Андреевича Кикина и Марии Торсуковой.

- Григорий Петрович (1808—1882), состоял в первом браке с графиней Марией Александровной Бенкендорф (1820—1880), дочерью графа А. Х. Бенкендорфа.

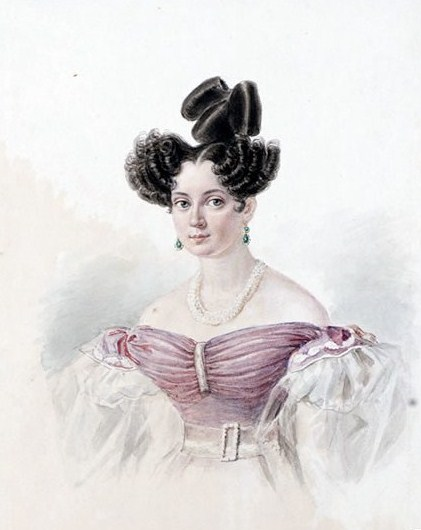
Александра Петровна, дочь
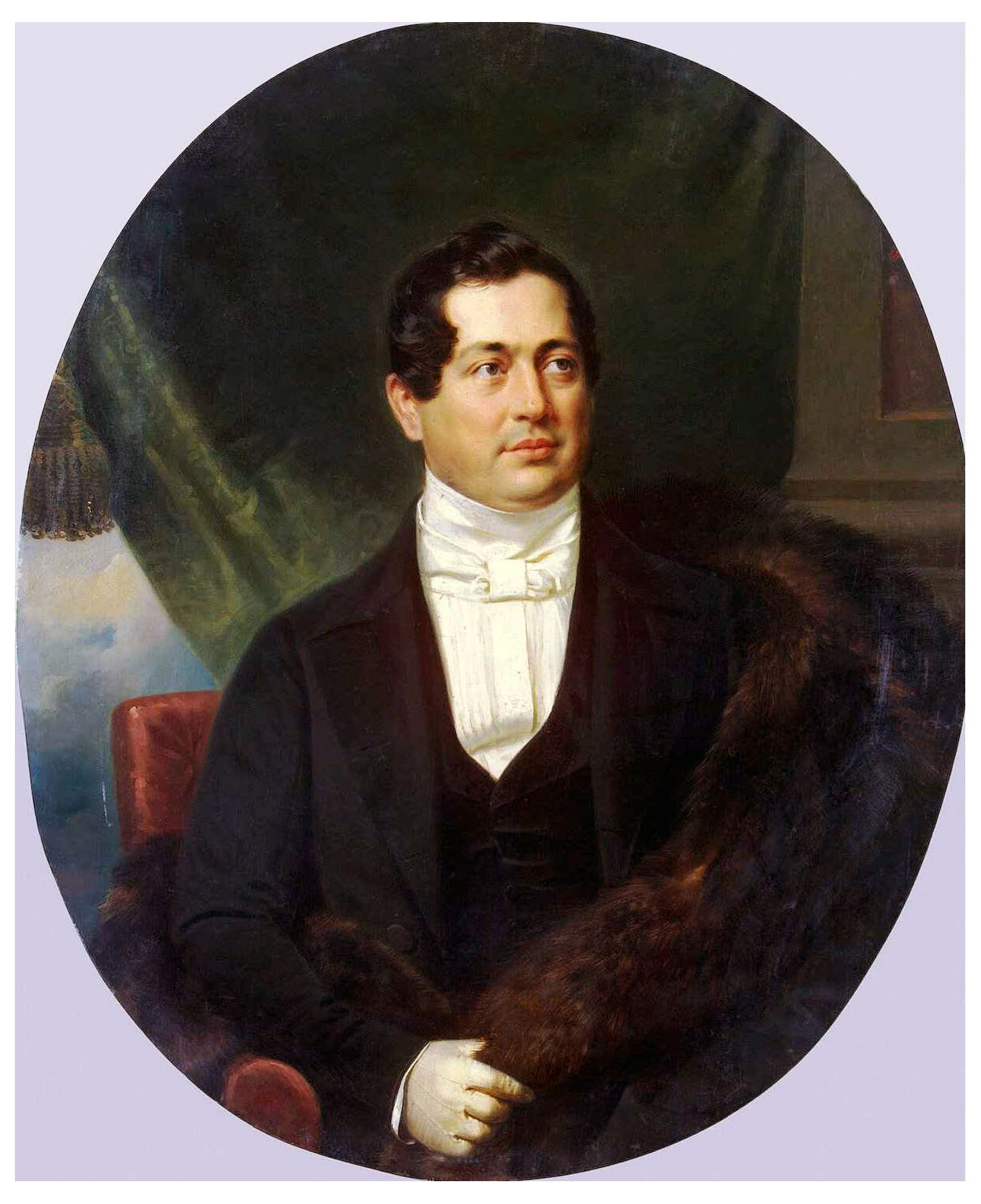
Дмитрий Петрович, сын
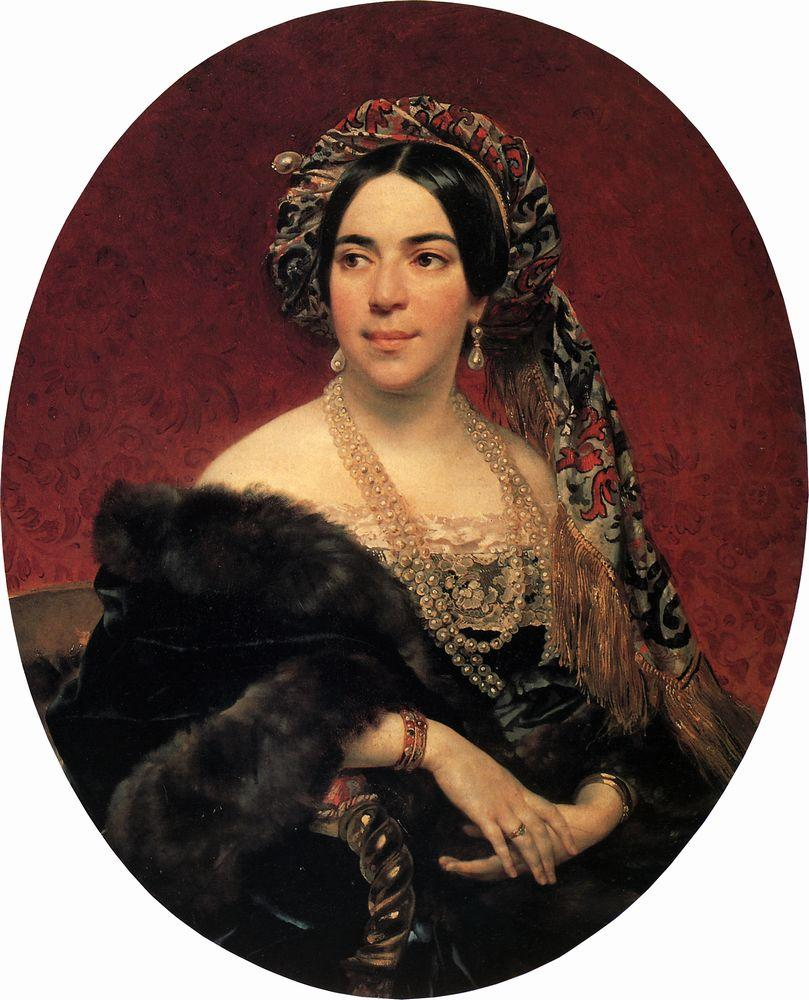
Мария Петровна, невестка
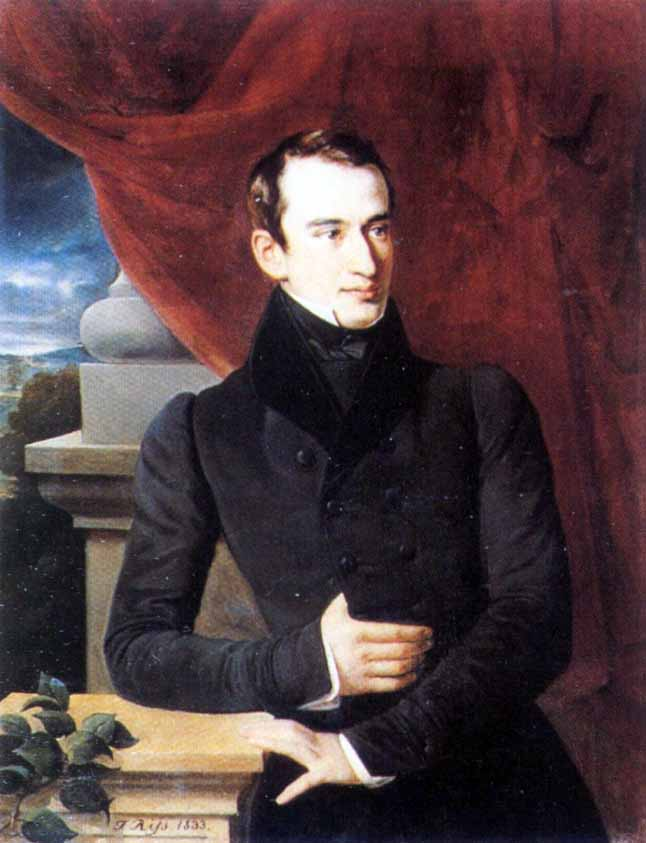
Григорий Петрович, сын
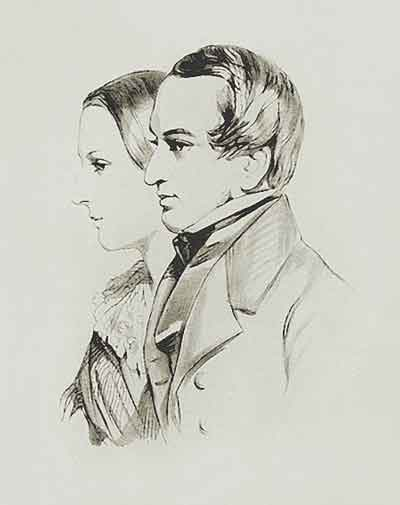
Григорий Петрович с женой